# Hypagyrtis
Hypagyrtis is een geslacht van vlinders van de familie spanners (Geometridae), uit de onderfamilie Ennominae.

## Soorten
- H. baldensis Wolfsberger, 1966
- H. brendae Heitzman, 1974
- H. caesia Druce, 1892
- H. esther Barnes, 1928
- H. globulariae Guérin-Meneville, 1844
- H. nubecularia Guenée, 1858
- H. pallidaria Warren, 1907
- H. piniata Packard, 1870
- H. subatomaria Wood, 1829
- H. unipunctata Haworth, 1809